# París-Roubaix 1926
La París-Roubaix 1926 fou la 27a edició de la París-Roubaix. La cursa es disputà el 4 d'abril de 1926 i fou guanyada pel belga Julien Delbecque.

## Classificació final
|    | Ciclista                | Equip            | Temps |
| -- | ----------------------- | ---------------- | ----- |
| 1  | Julien Delbecque        | Armor            |       |
| 2  | Gustave van Slembrouck  | JB Louvet        |       |
| 3  | Gaston Rebry            | Peugeot          |       |
| 4  | Lode Eelen              | Peugeot          |       |
| 5  | Kastor Notter           | Olympique        |       |
| 6  | Henri Pélissier         | Dilecta - Wolber |       |
| 7  | Félix Sellier           | Alcyon - Dunlop  |       |
| 8  | Marcel Colleu           | JB Louvet        |       |
| 9  | Camille van de Casteele | JB Louvet        |       |
| 10 | Adelin Benoit           | Thomann          |       |